# Línea 5 (Metro de Bruselas)
La línea 5 del Metro de Bruselas es una línea de ferrocarril metropolitano que conecta las estaciones Erasme/Erasmus y Herrmann-Debroux, dentro de la región de Bruselas-Capital.
Comparte el tramo entre Gare de l'Ouest/Weststation y Merode con la línea 1 del Metro.

## Historia
El trazado de la línea 5 proviene de las líneas del Metro 1A, por su parte este, y 1B, por su parte oeste, que desaparecieron con la restructuración de todas las líneas del suburbano en 2009. Estas fueron las primeras líneas de metro de la capital belga: los primeros tramos se habían inaugurado en 1976, entre De Brouckère y Merode.

## Recorrido

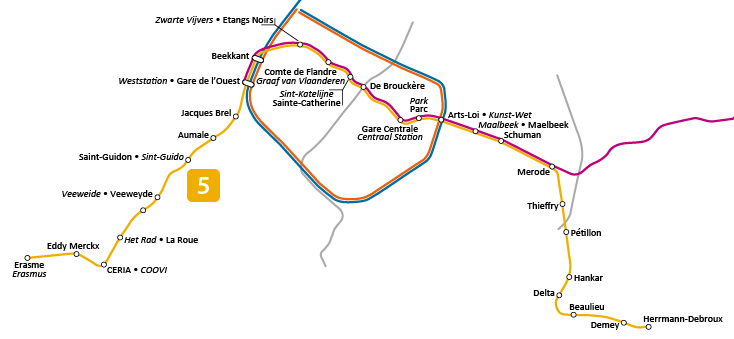
Plano de la línea 5, marcada en amarillo.

La línea 5 tiene el siguiente recorrido:
|  |   |  | Estación                              | Municipio            | Correspondencias |
|  | - |  | ------------------------------------- | -------------------- | ---------------- |
|  | o |  | Erasme/Erasmus                        | Anderlecht           |                  |
|  | o |  | Eddy Merckx                           | Anderlecht           |                  |
|  | o |  | CERIA/COOVI                           | Anderlecht           |                  |
|  | o |  | La Roue/Het Rad                       | Anderlecht           |                  |
|  | o |  | Bizet                                 | Anderlecht           |                  |
|  | o |  | Veewewyde/Veeweide                    | Anderlecht           |                  |
|  | o |  | Saint-Guidon/Sint-Guido               | Anderlecht           |                  |
|  | o |  | Aumale                                | Anderlecht           |                  |
|  | o |  | Jacques Brel                          | Anderlecht           |                  |
|  | o |  | Gare de l'Ouest/Weststation           | Molenbeek            |                  |
|  | o |  | Beekkant                              | Molenbeek            |                  |
|  | o |  | Étangs Noirs/Zwarte Vijvers           | Molenbeek/Koekelberg |                  |
|  | o |  | Comte de Flandre/Graaf van Vlaanderen | Molenbeek            |                  |
|  | o |  | Saint-Catherine/Sint-Katelijne        | Bruselas             |                  |
|  | o |  | De Brouckère                          | Bruselas             |                  |
|  | o |  | Bruxelles-Central/Brussel-Centraal    | Bruselas             |                  |
|  | o |  | Parc/Park                             | Bruselas             |                  |
|  | o |  | Arts-Loi/Kunst-Wet                    | Bruselas             |                  |
|  | o |  | Maelbeek/Maalbeek                     | Bruselas             |                  |
|  | o |  | Schuman                               | Bruselas             |                  |
|  | o |  | Merode                                | Woluwe-Saint-Pierre  |                  |
|  | o |  | Thieffry                              | Etterbeek            |                  |
|  | o |  | Pétillon                              | Etterbeek            |                  |
|  | o |  | Hankar                                | Auderghem            |                  |
|  | o |  | Delta                                 | Auderghem            |                  |
|  | o |  | Beaulieu                              | Auderghem            |                  |
|  | o |  | Demey                                 | Auderghem            |                  |
|  | o |  | Herrmann-Debroux                      | Auderghem            |                  |